# かさぶた式部考
『かさぶた式部考』（かさぶたしきぶこう）は、秋元松代によって書かれた演劇作品。
宮崎県の法華嶽寺に伝わる、和泉式部にまつわる伝説から発想した現代劇。テレビドラマ『海より深き 〜かさぶた式部考〜』として制作されたものが最初である。後に秋元自身が『かさぶた式部考』として戯曲化し、『式部物語』として映画化もされた。

## あらすじ
青年・大友豊市は炭坑の事故により、正気を失ってしまった。母・伊佐と妻・てるえは彼を献身的に支えるも、良くならない。そんな豊市の前に、巡礼団の和泉協会がやってくる。それを率いる尼僧・智修尼に、豊市は心を惹かれ、信仰活動に加わることになる…。

## テレビドラマ
『海より深き 〜かさぶた式部考〜』のタイトルで、1965年11月21日の20時00分 - 20時56分に、RKB毎日放送の制作により、TBS系列で放送された。第20回文部省芸術祭テレビドラマ部門芸術祭賞（現在の大賞）受賞、第5回日本テレフィルム技術賞奨励賞（撮影に対し）受賞作品。
同年12月28日の15時10分 - 16時7分に再放送された。現在は、横浜の放送ライブラリーで視聴することができる。

### スタッフ
- 演出：久野浩平
- 作：秋元松代
- 音楽：佐藤慶次郎
- 撮影：半田明久
- 制作：武敬子、小部正敏
- 製作著作：RKB毎日放送

### キャスト
- 大友伊佐：北林谷栄
- 大友豊市：小林昭二
- 大友てるえ：阪口美奈子
- 智修尼：南田洋子
- 下川辰平

ほか

## 戯曲
上記のテレビドラマ脚本をもとに、1969年に『かさぶた式部考』のタイトルで秋元自身が戯曲として書き下ろし、『文藝』（河出書房新社）6月号に発表、同年11月単行本『かさぶた式部考・常陸坊海尊』(河出書房新社)刊行。1969年(1970年再演)劇団演劇座、1973年に劇団民藝、2014年に兵庫県立ピッコロ劇団によって上演された。民藝の公演では、テレビドラマ版にも主演した北林谷栄が、主演をつとめた。
1970年には、秋元がこの戯曲で第11回毎日芸術賞を受賞した。
上演・再演などに応じて改訂が重ねられている。『常陸坊海尊・かさぶた式部考』（講談社文芸文庫）、『秋元松代全集』(筑摩書房)第2巻などに収録されているが、2014年時点書店店頭では入手不能である。

### 公演データ
劇団演劇座
- 第14回公演『かさぶた式部考』（1969年6月27日 - 7月4日、俳優座劇場）
演出：高山図南雄 / 装置：立木定彦 / 音楽：端山貢明 / 御詠歌：佐藤慶次郎
出演：斎藤和子、徳永街子、兼田晴巨、大黒洋子、中村富士子、櫻井ナオミ、灰地順、鈴木克子ほか
- 第15回公演『かさぶた式部考』（1970年4月18日 - 24日、日本青年館）
演出：高山図南雄 / 装置：北川勇 / 音楽：佐藤慶次郎
出演：斎藤和子、徳永街子、兼田晴巨、大黒洋子、中村富士子、葛山幸子、灰地順、山本一栄ほか
- 関西公演『かさぶた式部考』（1970年11月11日 - 16日、京都府立芸術会館・大阪厚生年金会館ホール・神戸海員会館）
演出：灰地順
- 公演『かさぶた式部考』（1970年11月23日 - 27日、日本青年館）
演出：灰地順

劇団民藝
- 公演『かさぶた式部考』（1973年3月15日、神奈川県立青少年センターホール / 3月19日 - 4月3日、東京砂防会館ホール / 4月 - 5月、全国巡演）
演出：渡辺浩子 / 装置：高田一郎 / 音楽：佐藤慶次郎
出演：北林谷栄、奈良岡朋子、梅野泰靖、草間靖子、入江杏子、小牧ゆう、鈴木智ほか

兵庫県立ピッコロ劇団
- 第50回公演『かさぶた式部考』（2014年10月3日- 10月8日、ピッコロシアター大ホール）
演出：藤原新平 / 美術：加藤登美子 / 音響：原島正治
出演：平井久美子、原竹志、吉江麻樹、森万紀ほか
- 第59回公演『かさぶた式部考』（2017年9月24日、兵庫・相生市文化会館／9月29日～10月4日、ピッコロシアター大ホール／10月14日～10月15日、世田谷パブリックシアター）
演出、主要俳優などは第50回公演と同じ。

## 映画
『式部物語』（しきぶものがたり）のタイトルで、1990年10月6日に東宝の配給で劇場公開された。
モントリオール世界映画祭で最優秀芸術貢献賞を受賞。第14回日本アカデミー賞では最優秀美術賞（木村威夫に対し。他2作品も対象）、優秀助演女優賞（原田美枝子、香川京子）を受賞している。
1991年8月21日にポニーキャニオンよりVHSで、2001年5月25日にキネマ旬報社よりDVDで（ともに現在は廃盤）、2017年8月KADOKAWAよりDVDでビデオソフト化されている。

### スタッフ
- 監督：熊井啓
- 監督補：原一男
- 原作：秋元松代
- 脚本：熊井啓
- 撮影：栃沢正夫
- 美術：木村威夫
- 照明：岩木保夫
- 編集：井上治
- 音楽：松村禎三
- 録音：久保田幸夫
- スチール:井本俊康
- 製作：山口一信
- 製作総指揮：高丘季昭

### キャスト
- 大友豊市：奥田瑛二
- 大友てるえ：原田美枝子
- 大友伊佐：香川京子
- 智修尼：岸惠子
- うめ：新橋耐子
- 夢之助：杉本哲太
- 宇智子：安孫子里香
- 万太郎：横山あきお
- ふじ：根岸明美
- はる：牧よし子
- ゆり：黒木優美
- 光子：吉田はるみ
- なつ：三谷侑未
- あき：柳川慶子
- おめぐりの女A：安東佑季
- おめぐりの女B：高井純子
- おめぐりの女C：吉野智子
- 初旅の男：内藤武敏